# Гур-Емір
Гур-Емір (узб. Go'ri Amir від перс. گورِ امیر — «Гробниця еміра») — мавзолей Тамерлана (Аміра Тімура) і його сім'ї (Тімуридів) у Самарканді.

## Історія
Фамільна гробниця Тімура і спадкоємців імперії була споруджена в південно-західній частині міста в 1404 році (нині — вулиця Регістан). Мозаїка, зібрана зі світло- і темно-блакитної глазурованої цегли, прикрашає стіни і барабан, геометричний мозаїчний орнамент яскраво виблискує на сонці.
Цей шедевр середньоазіатської архітектури займає важливе місце в історії світової ісламської архітектури. Усипальня Тимуридів (саме так вона називається з 2009 року) послужила прообразом для відомих пам'ятників архітектури епохи Великих Моголів: мавзолею Хумаюна в Делі і мавзолею Тадж-Махал в Агрі, побудованих нащадками Тімура, які свого часу були правлячою династією Північної Індії.
Пам'ятник реставрувався в 1950-х роках (зовнішні куполи і глазур), масштабніші роботи по його відновленню було розпочато в 1967 році.
У 2014 році рішенням Міжпарламентської Асамблеї країн-учасниць СНД внесений до списку пам'яток «Перлин Співдружності».

### Будівництво

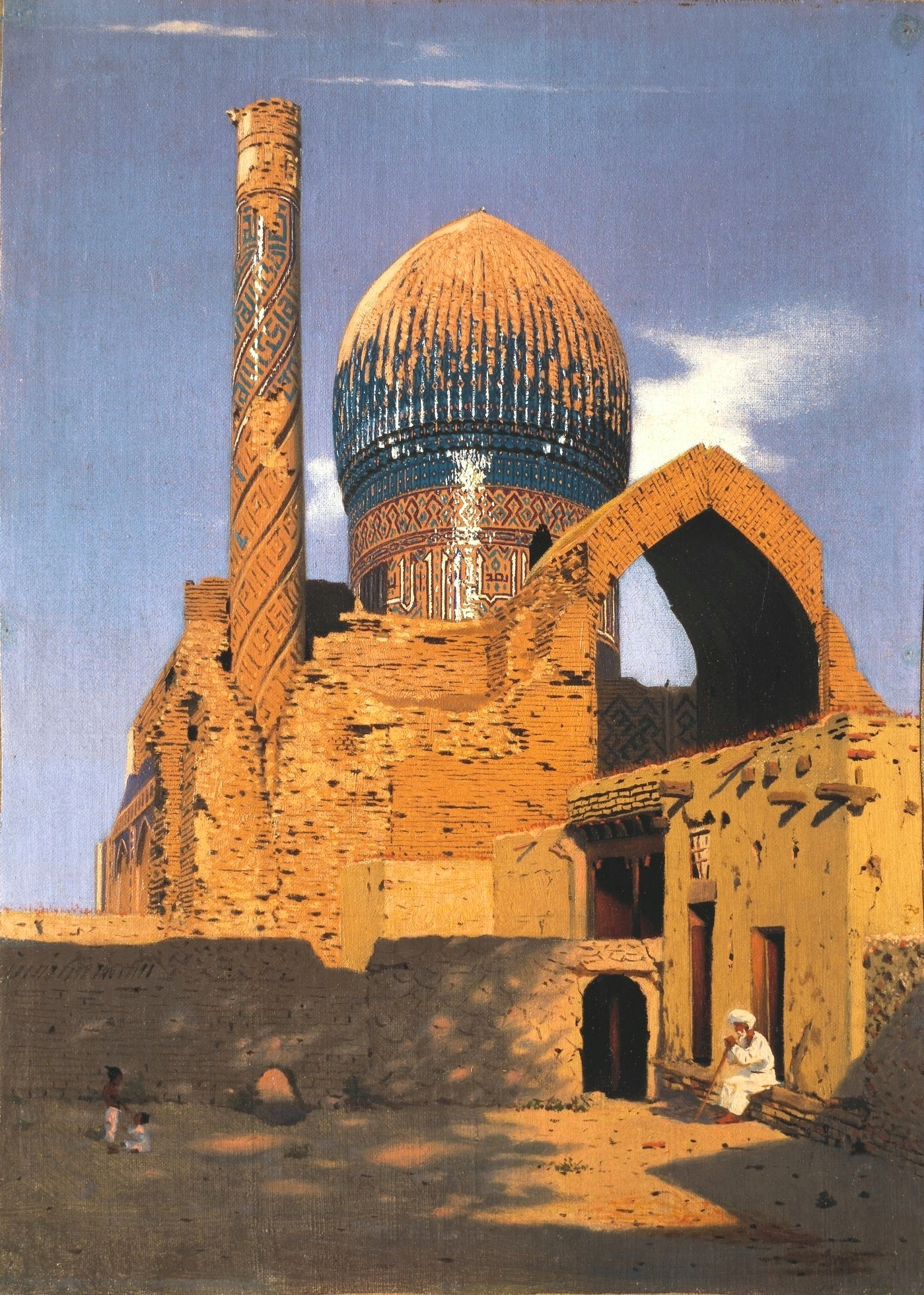
Гур-Емір на картині В. В. Верещагіна (1870 рік)

Будівництво мавзолею, почате в 1403 році, було пов'язане з раптовою смертю Мухаммад Султана, прямого спадкоємця еміра Тімура (Тамерлана) і його улюбленого онука. Завершив будівництво Улугбек, інший онук Тамерлана.
Під час правління Тімура мавзолей став родинним склепом Тімуридів. У цьому архітектурному ансамблі знаходяться могили самого Тімура, його синів Шахруха і Міран-шаха, а також онуків — Улугбека і Мухаммад Султана і тімуридів Абдулло Мірзо, Абдурахмон Мірзо, учитель і наставник Тімура Мір Саїд Барака. На підвищенні усипальні за мармуровою огорожею знаходиться невідомий надгробок якогось суфія Сайїда Умара. За версією Т. Саидкулова це міг бути шейх ад-дін Куляль. У мавзолеї був також похований син Абу Саїд тімурида і онук глави Узбецького улусу Абулхайрхана від дочки Хан-хаде бегім — Султан Мухаммад.
Мавзолей був побудований в південно-східній частині середньовічного Самарканду, зведеного наприкінці XIV століття за наказом Мухаммад Султана. Із складу будівель ансамблю Мухаммад Султана виходить, що він замислював будівництво центру ісламської освіти, а не похоронний комплекс. Проте пізніше воля його владного діда надала інше значення ансамблю, центром якого став саме мавзолей. На початок XX століття збереглися тільки фундаменти медресе і ханаки, портал головного входу і частина одного з чотирьох мінаретів.
Під час правління Улугбека був зроблений дверний отвір, щоб забезпечити вхід в мавзолей. Поряд з могилою Тімура були поміщені мармурові надгробки його синів Миран-шаха і Шахруха і його онуків Мухаммад Султана і Улугбека. В той же час на могилі Тамерлана з'явилася легендарна нефритова плита, що містить епітафію
У 1871 році військовий інженер З. Е. Жижемський підвів до мавзолею Гур-Еміру дорогу, яка зв'язувала цей пам'ятник з фортецею і що почав у цей час забудовуватися новим містом.
У 1941 році поховання в склепі були розкриті антропологом Герасимовим, і історичні відомості про вигляд Тімура, про насильницьку смерть Улугбека, про достовірність поховань інших тімуридів підтвердилися.

### Реставрація
У 1916 році було перекладено склепіння над склепом і наново перероблено кам'яні підлоги.
У 1950-х роках були відреставровані зовнішні куполи і глазур.
У 1967 році було розпочато масштабні роботи по відновленню комплексу.
У 1996 році до 660-річчя Тамерлана по фотографіях і обмірних кресленнях, зроблених в XIX столітті, було відновлено два мінарети.

## Архітектурні особливості
Зовні Гур-Емір — ця однокупольна будівля із склепом. Він виділяється простотою своєї конструкції і урочистою монументальністю архітектури.
Домінує величезний ребристий купол (діаметр куполу 15 м, висота 12,5 м), що трохи нависає над циліндричним барабаном. Нижня частина будівлі є восьмигранником, який майже прихований безліччю пізніших прибудов. На північ обернений невеликий портал. На долю куполу і барабана припадає понад половина загальної висоти будівлі. Купол покритий візерунком з блакитних і синіх кахлів, що також виділяє його ребристу форму. На барабані викладено написи, що містять вихваляння Аллаху. Стіни восьмигранника також прикрашені білими і бірюзовими кахлями на фоні неглазурованої цегли.
Усередині знизу стіни прикрашені мармуровою панеллю зі вставками із зеленого серпентину і фризами різьблених написів, а вище розписані синьою фарбою і золотом. Рельєфні розетки на плафоні куполу імітують зоряне небо. Декоративне убрання доповнюють ажурні ґрати на вікнах і мармурова огорожа навколо надгробків, але вони є лише декорацією, справжні знаходяться в підвалі.
У перші роки після смерті еміра Тімура приміщення мавзолею було багато прибране предметами озброєння і начиння.
Склеп, що знаходиться у підвалі мавзолею, на відміну від верхнього приміщення має низьку стелю без декору. Тут знаходяться справжні могили Тімура і його сім'ї, які розташовані так само, як і декоративні надгробки на верхньому поверсі.
У глибині ніші вхідного порталу серед мозаїчного візерунка зафіксовано ім'я одного з творців пам'ятника — архітектора Мухаммада ібн Махмуда Ісфагані.
Через час після смерті Тамерлана Улугбек встановив на його могилі надгробну плиту з темно-зеленого нефриту, на якій було висічено попередження: «Всякий, хто порушить мій спокій у цьому житті або в наступному, буде підданий стражданням і загине». Раніше цей камінь був місцем поклоніння в палаці Китайських імператорів і троном Кабек Хана (нащадка Чингісхана).

## Саркофаги Тамерлана і його дружин
В усипальні Тамерлана — величному мавзолеї Гур-Емір було поміщено надгробок з нефриту, а в склепі лежить простий надгробок, під яким знаходиться прах Тамерлана, а в мавзолеї Бібі-ханим знаходяться два мармурових саркофаги — з прахом його улюбленої дружини Сарай мульк ханим, її матері, і невістки.

## Мавзолей Рухабад і мавзолей Аксарай
Недалеко від пам'ятника Гур-Емір розташовані дві маленькі споруди: мавзолей Рухабад і мавзолей Аксарай. Усі три мавзолеї часто розглядаються як один ансамбль через їх близьке розташування.
Рухабад (XIV століття) — це маленький мавзолей, в якому, за легендою, зберігається волосся пророка Магомета. За однією з версій, мавзолей над могилою шейха Бурханіддіна Сагарджі був побудований при Тамерлані в 1380-х роках. В одноповерховому медресе розташовані майстерні ремісників і магазини, а з ним межує діюча мечеть.
Аксарай (XV століття) розташований на тихій вулиці позаду Гур-Еміра. Він був відреставрований на приватні кошти в 2007 році і нині відкритий для туристів. У мавзолеї знаходиться декілька поховань, особи похованих остаточно не з'ясовано. Припускають, що — це радники або найближчі помічники Тамерлана. За припущенням Михайла Массона тут був похований Абд аль-Латіф Мірза, за наказом якого був убитий його батько, видатний учений Улугбек.

## Легенди
У 1740 перський воєначальник Надір-шах вивіз надгробок Тамерлана, зроблений з цілісної брили нефриту і поклав його як сходинку перед своїм троном. З цієї миті Надір-шаха стала переслідувати черга невдач. Його радники умовляли його негайно повернути камінь на його законне місце, але по дорозі камінь розкололи на дві частини і повернули в Гур-Емір вже у такому вигляді.

## Галерея

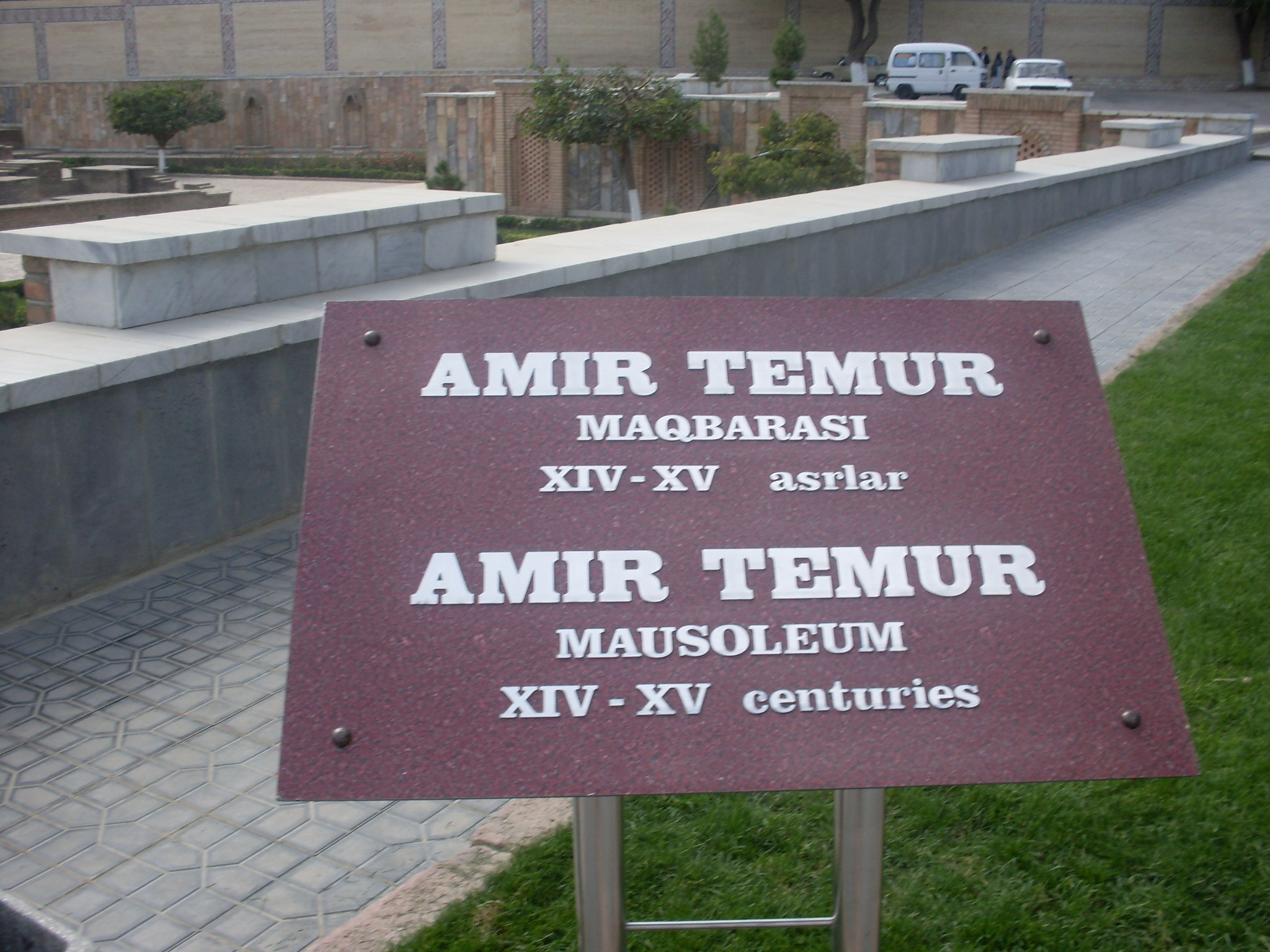
Табличка на вході до меморіального комплексу
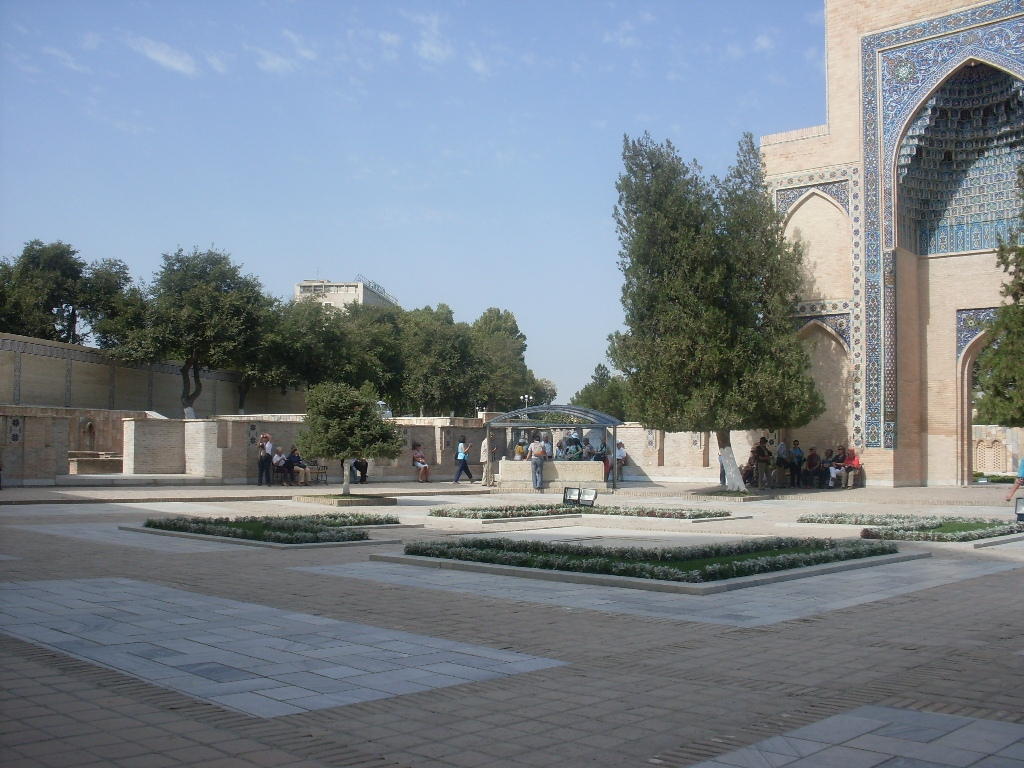
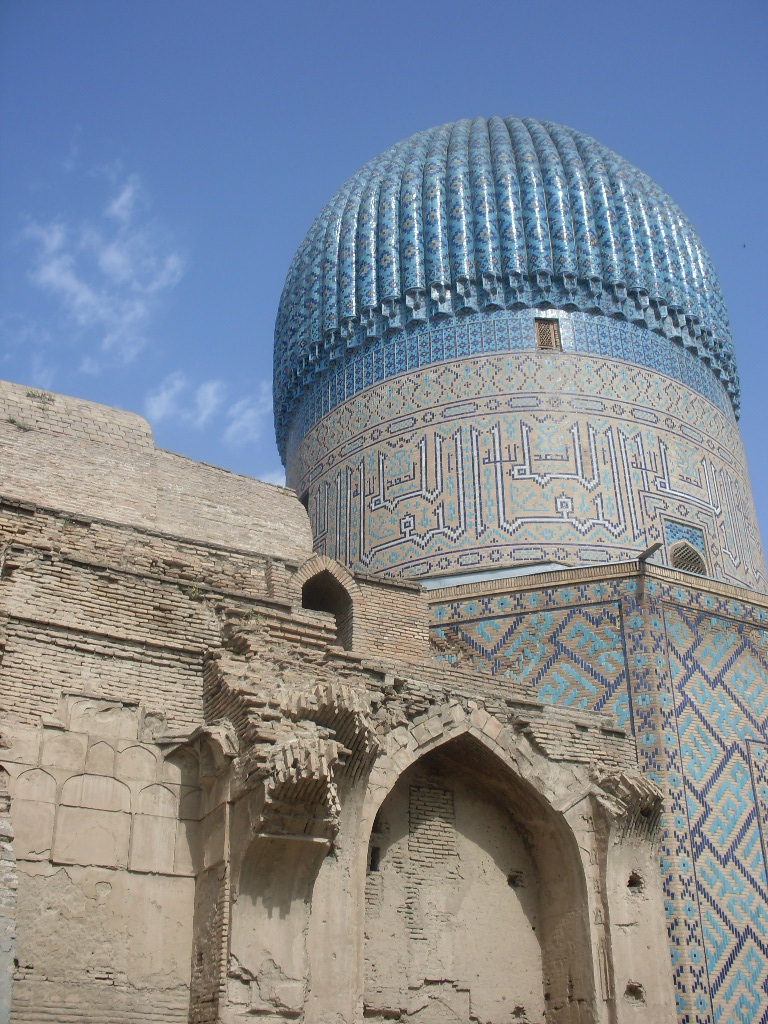
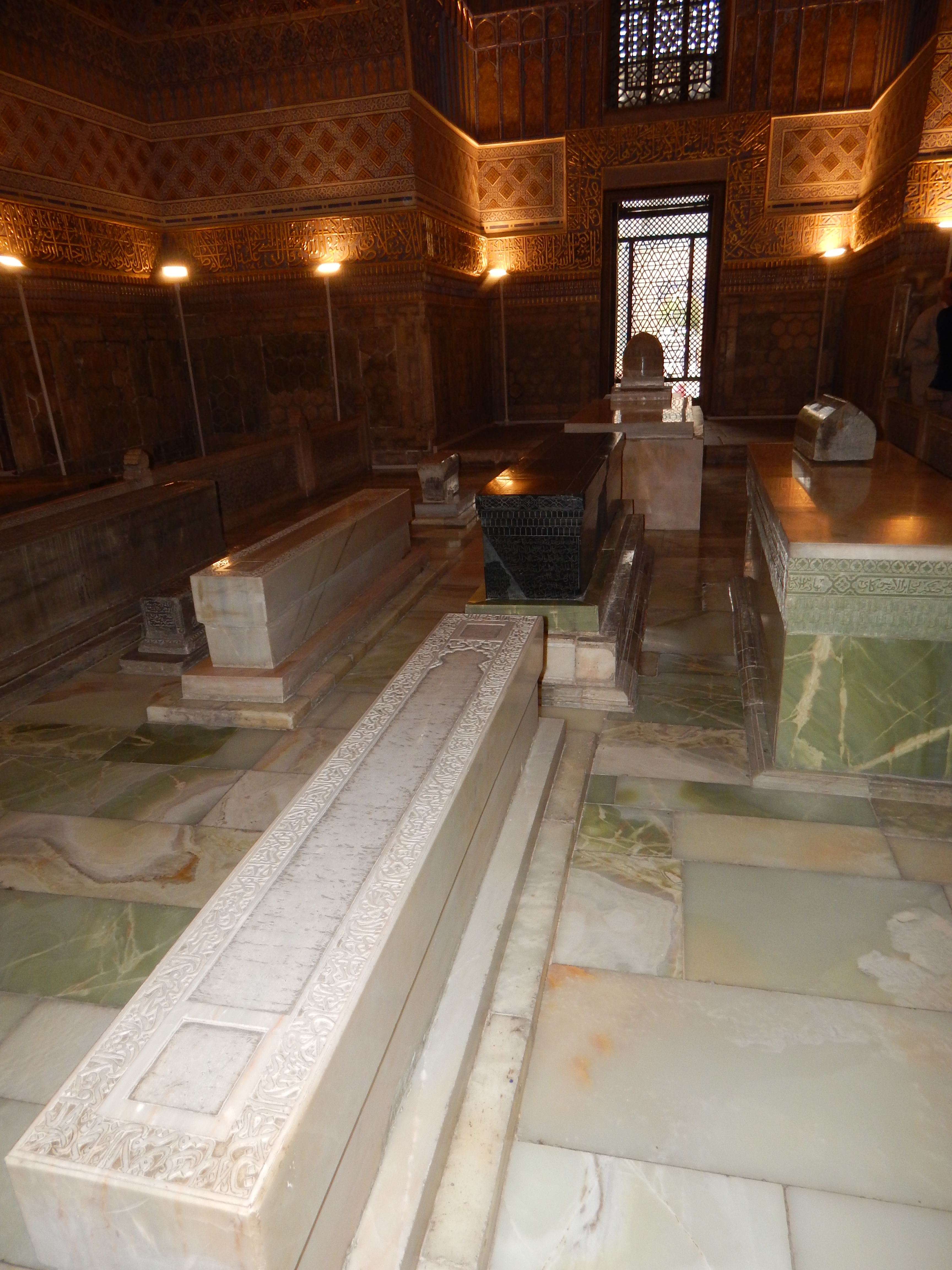
Могила Тамерлана (надгробок з чорного каменя)
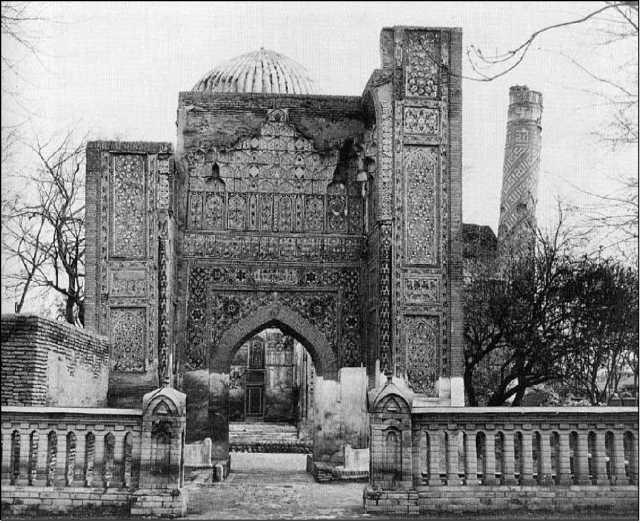
1913

## Ресурси Інтернету
- Вікісховище має мультимедійні дані за темою: Гур-Емір
- Исторические и архитектурные памятники Самарканда
- Самарканд в фотографиях. Альбом «Мавзолей Гур-Эмир» [Архівовано 20 травня 2017 у Wayback Machine.]
- Интернет-Проект «Виртуальный Самарканд»